# غراهام أوتس (لاعب كرة قدم)
غراهام أوتس (بالإنجليزية: Graham Oates)‏ (4 ديسمبر 1943 في المملكة المتحدة - ) هو لاعب كرة قدم بريطاني في مركز الوسط. لعب مع غريمسبي تاون ونادي بلاكبول وويغان أتلتيك.

## وصلات خارجية
- غراهام أوتس على موقع قاعدة بيانات كرة القدم.إي يو (الإنجليزية)